# سباستیان فرانک

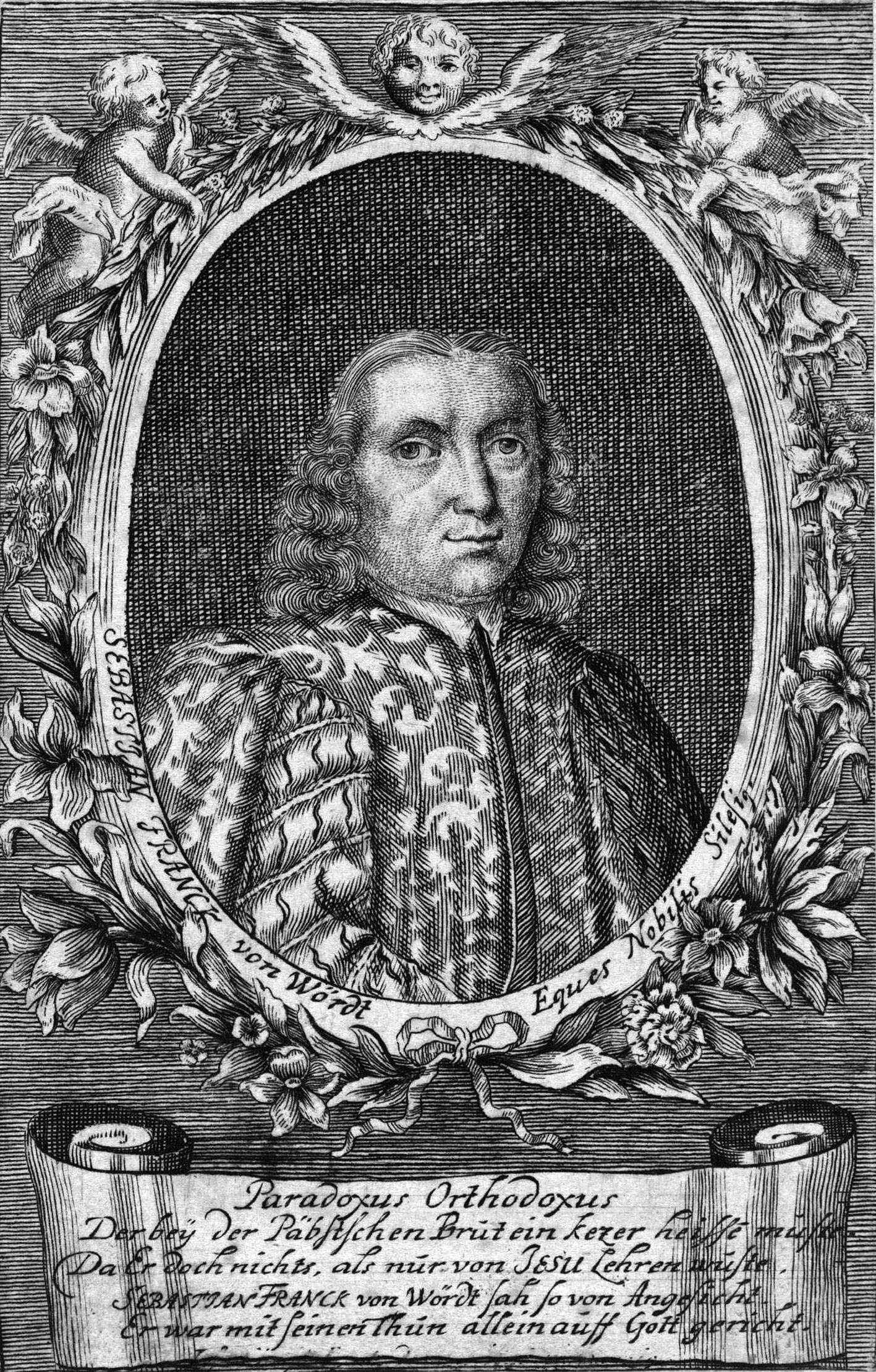
Sebastian Franck

سباستیان فرانک (به انگلیسی: Sebastian Franck)کشیش و واعظ قرن شانزدهم از عرفاً و اهل معنا در مذهب پروتستان بود

## کلیسا
سباستین فرانک؛ معتقد بود، کلیسای رسولان به سبب برقرار کردن پیوندهایی نزدیک با دولت (که سابقه آن به تغییر آیین دادن امپراتور کنستانتین برمی گردد)
کاملاً آسیب دید و جنگ قدرت و جاه طلبی افراد، نهاد کلیسا را به فساد کشانیده‌است.